# Pentos

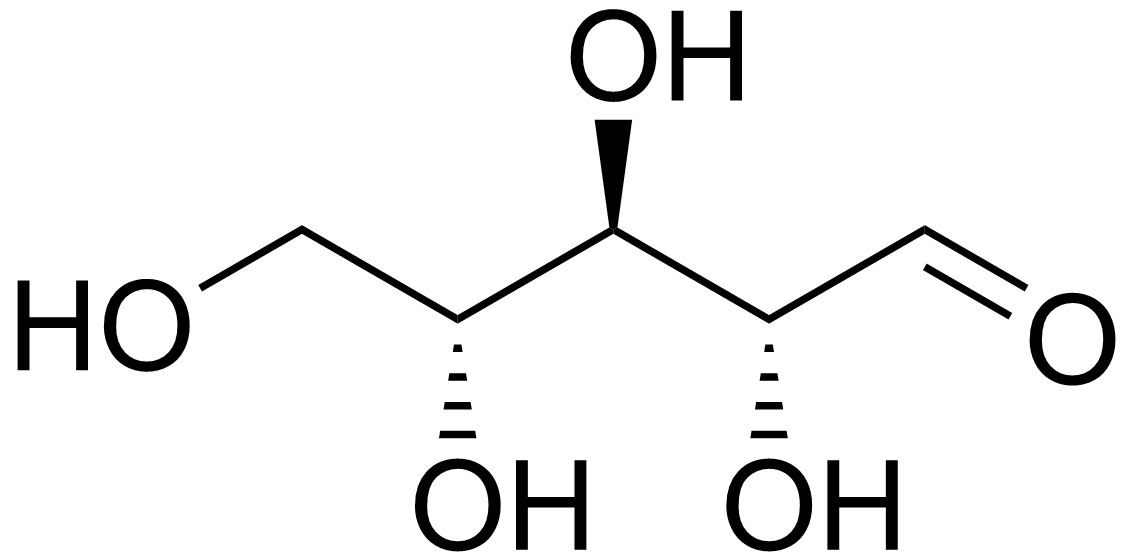
D-Ribos, en aldopentos.

En pentos är en monosackarid med fem kolatomer. Pentoser organiseras i två olika grupper, aldopentoser och ketopentoser. Aldopentoser har en aldehydgrupp i position 1, ketopentoser har en ketongrupp i position 2 eller 3.
Pentoser är samlingsnamn för enkla sockerarter med summaformeln C5H10O5. De har tre asymmetriska kolatomer vilket gör dem optiskt aktiva. Vid upphettning av pentoser med utspädda mineralsyror erhålles furfural. De viktigaste pentoserna är arabinos, ribos och xylos, vilka bl. a. förekommer i högmolekylära hemicellulosor i en rad växter. 